# シントラ
シントラ (葡: Sintra [ˈsĩtɾɐ] ( 音声ファイル)) は、ポルトガルの都市で、首都・リスボンに隣接する地方自治体である。シントラの市街地には約27,000人が居住しているが、市全域では、36万人を超える人口を誇る。ムーア人が築いた城の跡や、ポルトガル王室の夏の離宮など、様々な年代の文化財が集積していることから観光地として有名であり、また、ユーラシア大陸最西端のロカ岬への観光の拠点でもある。

## 歴史
シントラは、すでに11世紀のアラブ人の地理学者であるアル・バクルによる記述が残っており、後には、詩人バイロンが「エデンの園」と称賛した。
8世紀ないしは9世紀には、ムーア人が、ムーアの城跡（カステロ・ド・ムーロ）を建設したとされる。
アフォンス・エンリケスによるシントラのポルトガル併合は、1147年のことであり、このとき、町の大部分の城砦が破壊された。
1493年、クリストファー・コロンブスが、スペイン国王のもとへ航海を続けた際に、突風に巻き込まれ、シントラの岩壁に避難したこともある。ポルトガル国内で、安全な港を探すことができずに、このような事態に陥り、他に選択の余地もなく、シントラからリスボン港へ向かった。

## 世界遺産
王族の避暑地として利用され、宮殿群や城跡、そしてオーク、イタリアカサマツ、イトスギの森林に覆われた花崗岩のシントラ山脈、田園風景の広がる丘陵、公園と庭園を含むシントラの文化財は、「シントラの文化的景観」として、1995年、ユネスコの世界遺産に登録された(登録ID:723)。
特に各宮殿の庭園にはメキシコイトスギ、アカシア、ユーカリ、マツなどの北米、アジア、オーストラリア、ニュージーランドから持ち込まれた外来種の樹木が多く植栽されているため、ポルトガルに位置しながらエキゾチックな雰囲気を呈する。

### 主な物件
主な物件は以下の通り。
- シントラ宮殿（Palácio Nacional de Sintra / Palácio da Vila） - 14世紀にジョアン1世によって建てられた夏の離宮。白くそびえる厨房の煙突でしられる。
- ペーナ宮殿（Palácio Nacional da Pena） - マリア2世の王配フェルナンド2世が建設した。19世紀ロマン主義を代表するカラフルな宮殿。ヨーロッパイチイ、セコイア、ツバキ類、ソテツ類などの庭園がある。
- ムーア城跡（ポルトガル語版）（Castelo dos Mouros） - 7から8世紀にムーア人によって建設された。現在は、廃墟のようになっている。
- レガレイラ宮殿（ポルトガル語版）（Palácio da Regaleira）- 12世紀に建設された王族の別邸を利用して、20世紀前半に、イタリアの建築家ルイージ・マニーニによって改築された宮殿。
- モンセラーテ宮殿（ポルトガル語版）（Palácio de Monserrate）
- ペーニャ・ヴェルデ庭園（Quinta da Penha Verde）
- セテアイス宮殿（ポルトガル語版）（Palácio de Seteais）
- アラバルデの三位一体修道院
- サンタ・マリア教会（ポルトガル語版）（Igreja de Santa Maria）
- クルス・アルタ（ポルトガル語版）（Cruz Alta）

### 登録基準
この世界遺産は世界遺産登録基準のうち、以下の条件を満たし、登録された（以下の基準は世界遺産センター公表の登録基準からの翻訳、引用である）。
- (2) ある期間を通じてまたはある文化圏において、建築、技術、記念碑的芸術、都市計画、景観デザインの発展に関し、人類の価値の重要な交流を示すもの。
- (4) 人類の歴史上重要な時代を例証する建築様式、建築物群、技術の集積または景観の優れた例。
- (5) ある文化（または複数の文化）を代表する伝統的集落、あるいは陸上ないし海上利用の際立った例。もしくは特に不可逆的な変化の中で存続が危ぶまれている人と環境の関わりあいの際立った例。

## 地理
首都のリスボンからリスボン近郊鉄道シントラ線の列車で約40分（平日昼間は1時間に5本程度運行）である。大西洋岸のカスカイスとの間にはバスが1時間に2本運行されており、うち1本はユーラシア大陸最西端のロカ岬を経由し、ロカ岬までの所要時間は40分である。

## 日本との関係
- 1584年8月、ポルトガルに上陸していた天正遣欧使節の一行がシントラの王宮を訪れ、アルベルト・デ・アウストリア枢機卿（当時ポルトガル王を兼ねていたスペイン王フェリペ2世からポルトガル副王に任命されていた人物）に謁見している。
- 天正遣欧使節の歴史的関係にちなんで、1997年から長崎県大村市と姉妹都市提携をおこなっている。

## 菓子
小麦粉の生地にチーズクリームを詰め込み焼き完成となるケイジャーダが存在する。

## ギャラリー
- シントラの王宮
- ムーアの城跡
- レガレイラ宮殿
- ケルス宮殿
- パラシオ・デ・ モンセラーテ
- ロカ岬
- ロカ岬

## 姉妹都市
シントラは以下の都市と姉妹都市提携している
- アシラー、モロッコ
- アル・ジャディーダ、モロッコ
- ベイラ、モザンビーク
- ナマーチャ（英語版）、モザンビーク
- ビサウ、ギニアビサウ
- ホノルル、アメリカ合衆国
- ロビト、アンゴラ
- 大村市、日本
- オビエド、スペイン
- ペトロポリス、ブラジル
- トリンダーデ（英語版）、サントメ・プリンシペ
- ノヴァ・シントラ（英語版）、カーボベルデ